# Фаро (Юкон)
Фаро (англ. Faro) — містечко на території Юкон, Канада.
Містечко було засноване у середині 1960-х років після того, як неподалік були розвідані родовища руд, багатих свинцем і цинком. З часом видобуток таких руд на шахті Фаро став найбільшим у Канаді, а сама шахта деякий час утримувала звання найбільшої відкритої шахти у світі.

## Клімат
| Клімат в аеропорту Фаро                                                                  | Клімат в аеропорту Фаро | Клімат в аеропорту Фаро | Клімат в аеропорту Фаро | Клімат в аеропорту Фаро | Клімат в аеропорту Фаро | Клімат в аеропорту Фаро | Клімат в аеропорту Фаро | Клімат в аеропорту Фаро | Клімат в аеропорту Фаро | Клімат в аеропорту Фаро | Клімат в аеропорту Фаро | Клімат в аеропорту Фаро | Клімат в аеропорту Фаро |
| Показник                                                                                 | Січ.                    | Лют.                    | Бер.                    | Квіт.                   | Трав.                   | Черв.                   | Лип.                    | Серп.                   | Вер.                    | Жовт.                   | Лист.                   | Груд.                   | Рік                     |
| Абсолютний максимум, °C                                                                  | 7,0                     | 12,1                    | 12,5                    | 21,5                    | 32,0                    | 33,8                    | 31,0                    | 33,9                    | 24,0                    | 18,5                    | 12,5                    | 12,5                    | 33,9                    |
| Середній максимум, °C                                                                    | −16                     | −10,3                   | −2,1                    | 6,8                     | 13,8                    | 19,6                    | 21,0                    | 18,4                    | 11,5                    | 1,7                     | −11,1                   | −13,8                   | 3,3                     |
| Середня температура, °C                                                                  | −20,1                   | −15,5                   | −8,6                    | 0,6                     | 7,5                     | 13,2                    | 15,0                    | 12,4                    | 6,4                     | −2                      | −14,8                   | −17,9                   | −2                      |
| Середній мінімум, °C                                                                     | −24,6                   | −20,7                   | −15                     | −5,5                    | 1,2                     | 6,8                     | 8,9                     | 6,3                     | 1,3                     | −5,7                    | −18,5                   | −22,3                   | −7,3                    |
| Абсолютний мінімум, °C                                                                   | −51                     | −51                     | −44                     | −30,5                   | −8                      | −2,5                    | 0,0                     | −4,5                    | −15,5                   | −34                     | −46                     | −52                     | −52                     |
| Норма опадів, мм                                                                         | 14.6                    | 12.3                    | 12.3                    | 8.7                     | 27.9                    | 36.7                    | 56.1                    | 48.2                    | 41.0                    | 27.3                    | 19.4                    | 15.2                    | 319.7                   |
| Днів з опадами                                                                           | 10,7                    | 8,6                     | 7,3                     | 5,3                     | 11,6                    | 12,7                    | 17,7                    | 15,2                    | 15,2                    | 13,9                    | 12,5                    | 10,8                    | 141,4                   |
| Днів з дощем                                                                             | 0,0                     | 0,0                     | 0,1                     | 1,5                     | 11,2                    | 12,7                    | 17,7                    | 15,0                    | 14,2                    | 5,0                     | 0,2                     | 0,1                     | 77,8                    |
| Днів зі снігом                                                                           | 11,1                    | 8,9                     | 7,4                     | 4,0                     | 0,6                     | 0,0                     | 0,0                     | 0,2                     | 1,4                     | 9,5                     | 12,9                    | 11,4                    | 67,4                    |
| Вологість повітря, %                                                                     | 79.2                    | 71.9                    | 54.8                    |                         |                         | 41.4                    | 47.9                    | 50.4                    | 55.4                    | 63.7                    | 81.2                    | 81.0                    | 62.7                    |
| ---------------------------------------------------------------------------------------- | ----------------------- | ----------------------- | ----------------------- | ----------------------- | ----------------------- | ----------------------- | ----------------------- | ----------------------- | ----------------------- | ----------------------- | ----------------------- | ----------------------- | ----------------------- |
| Джерело: Міністерство навколишнього середовища Канади Canadian Climate Normals 1981–2010 |                         |                         |                         |                         |                         |                         |                         |                         |                         |                         |                         |                         |                         |

## Галерея

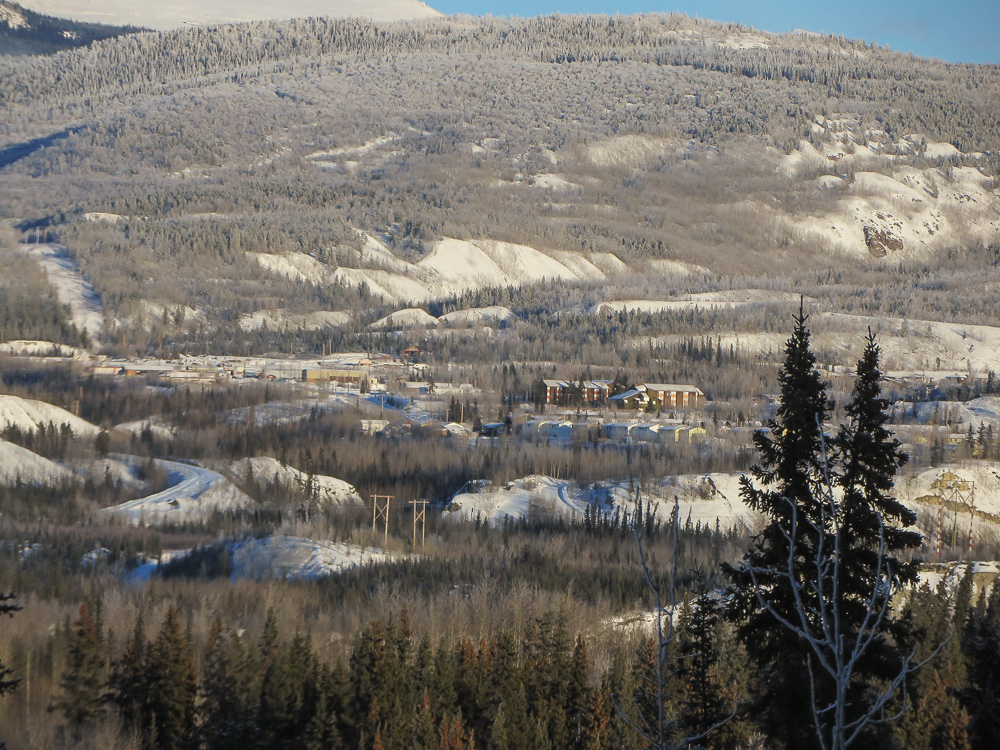
Вид на селище
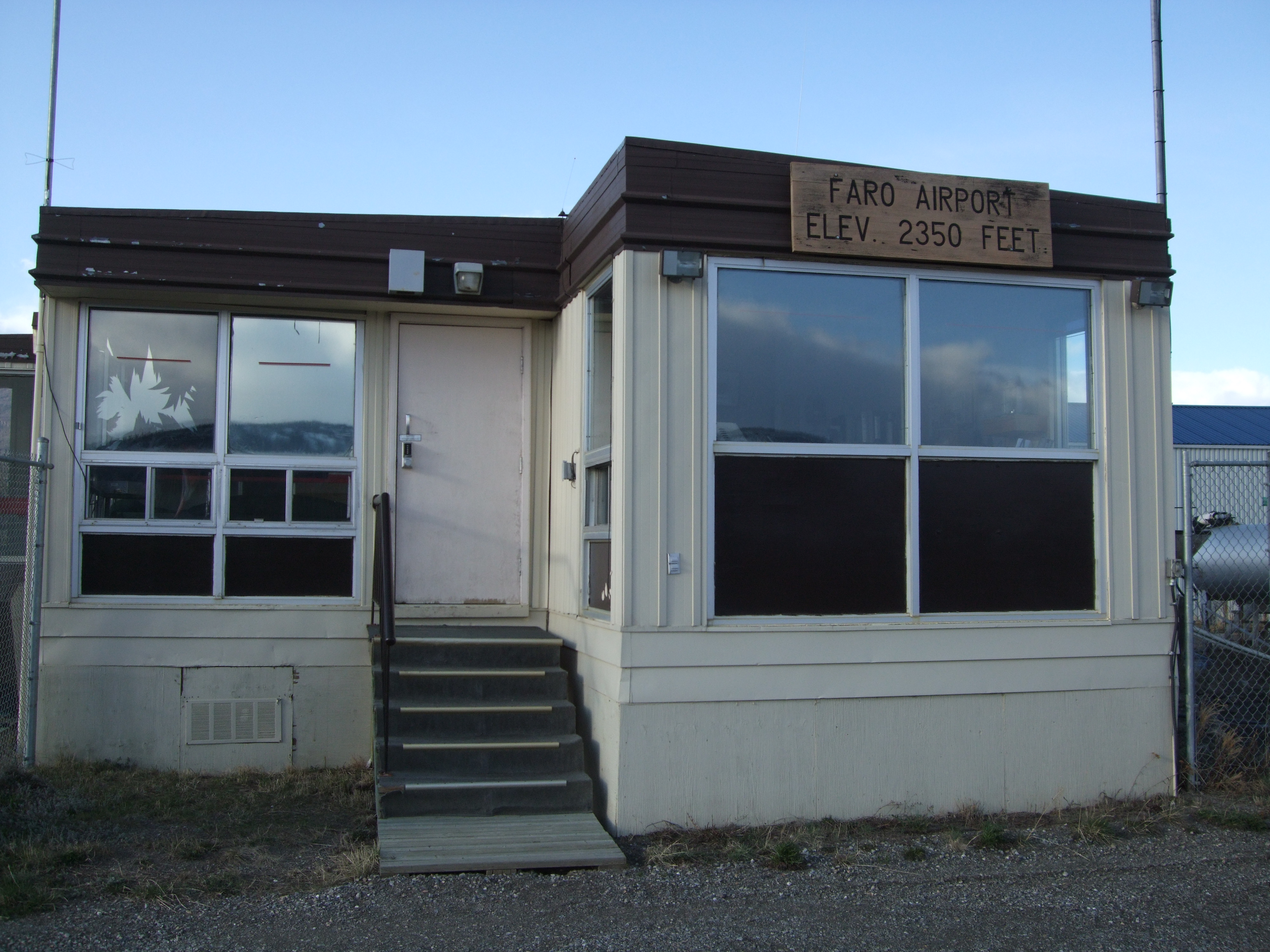
Термінал аеропорту
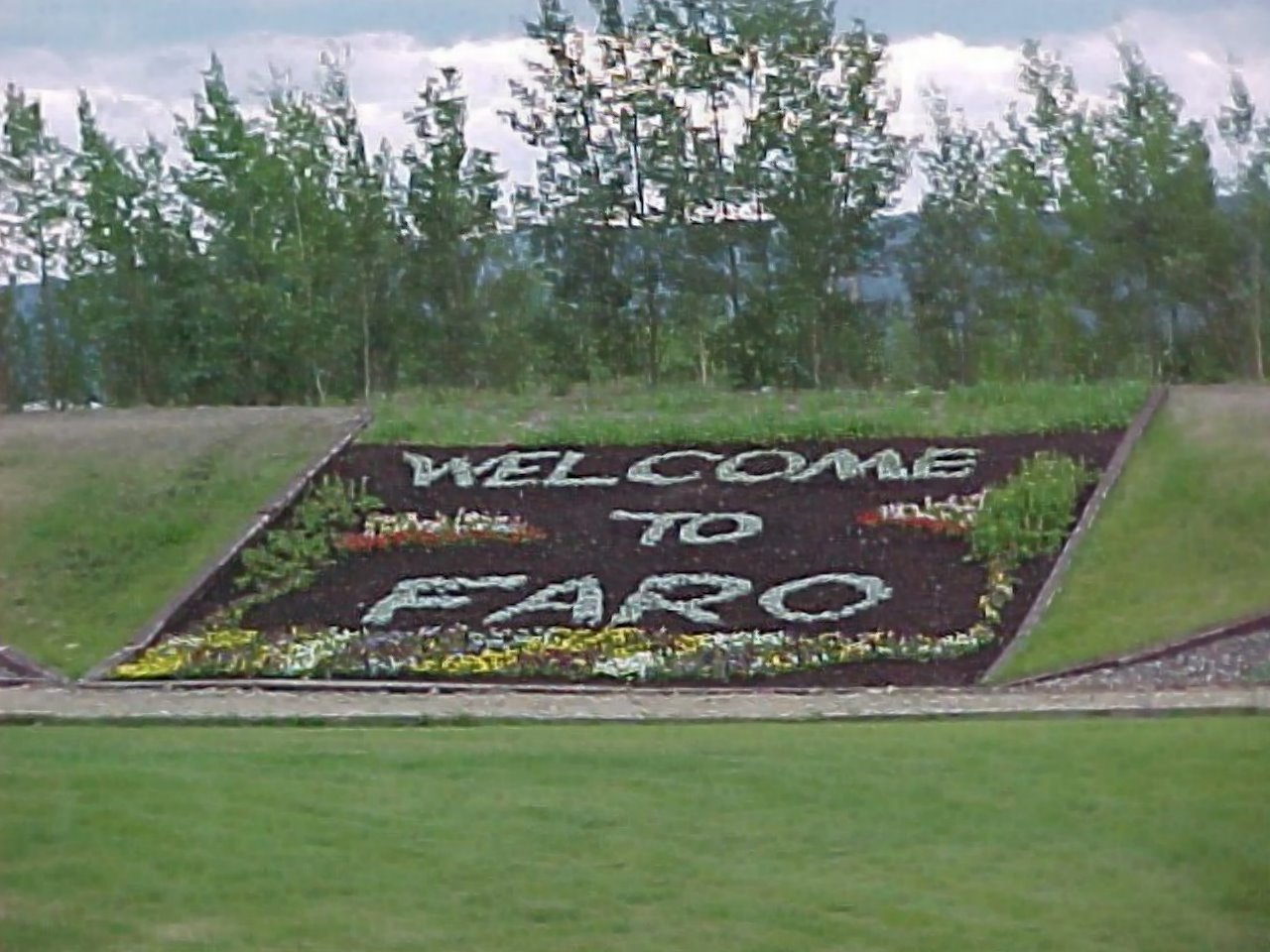
Клумба з вітальним знаком із квітів